# بوب شيرر
بوب شيرر (بالإنجليزية: Bob Shearer)‏ هو لاعب غولف أسترالي، ولد في 25 مايو 1948 في ملبورن في أستراليا.

## وصلات خارجية
- بوب شيرر على موقع رابطة لاعبي الغولف المحترفين (الإنجليزية)
- بوب شيرر على موقع رابطة أوروبا للاعبي الغولف المحترفين (الإنجليزية)
- بوب شيرر على موقع التصنيف العالمي الرسمي للغولف (الإنجليزية)